# Giải bóng đá hạng ba quốc gia Cộng hòa Síp 1992–93
Giải bóng đá hạng ba quốc gia Cộng hòa Síp 1992–93 là mùa giải thứ 22 của giải bóng đá hạng ba Cộng hòa Síp. AEZ Zakakiou giành danh hiệu đầu tiên.

## Thể thức thi đấu
Có 14 đội bóng tham gia Giải bóng đá hạng ba quốc gia Cộng hòa Síp 1992–93. Tất cả các đội thi đấu với nhau hai lần, một ở sân nhà và một ở sân khách. Đội bóng nhiều điểm nhất vào cuối mùa giải sẽ là đội vô địch. Hai đội đầu bảng sẽ lên chơi ở Giải bóng đá hạng nhì quốc gia Cộng hòa Síp 1993–94. Ba đội cuối bảng xuống chơi tại Giải bóng đá hạng tư quốc gia Cộng hòa Síp 1993–94.
Đội bóng xếp thứ ba đối mặt với đội xếp thứ 12 của Giải bóng đá hạng nhì quốc gia Cộng hòa Síp 1993–94, trong một trận đấu play-off hai lượt cho một suất ở Giải bóng đá hạng nhì quốc gia Cộng hòa Síp 1993–94.

### Hệ thống điểm
Các đội bóng nhận được 3 điểm cho một trận thắng, 1 điểm cho một trận hòa và 0 điểm cho một trận thua.

## Bảng xếp hạng
| Vị thứ | Đội bóng               | St. | T. | H. | B. | BT. | BB. | BT. | Đ  | Ghi chú                                                                 |
| ------ | ---------------------- | --- | -- | -- | -- | --- | --- | --- | -- | ----------------------------------------------------------------------- |
| 1      | AEZ Zakakiou           | 26  |    |    |    | 54  | 27  | +27 | 53 | Vô địch-Thăng hạng Giải bóng đá hạng nhì quốc gia Cộng hòa Síp 1993–94. |
| 2      | Ermis Aradippou FC     | 26  |    |    |    | 63  | 42  | +21 | 49 | Thăng hạng Giải bóng đá hạng nhì quốc gia Cộng hòa Síp 1993–94.         |
| 3      | Tsaggaris Peledriou    | 26  |    |    |    | 51  | 38  | +13 | 49 | Playoff Thăng hạng.                                                     |
| 4      | AEK Katholiki          | 26  |    |    |    | 53  | 29  | +24 | 48 |                                                                         |
| 5      | Othellos Athienou FC   | 26  |    |    |    | 37  | 33  | +4  | 42 |                                                                         |
| 6      | Adonis Idaliou         | 26  |    |    |    | 44  | 37  | +7  | 39 |                                                                         |
| 7      | Livadiakos Livadion    | 26  |    |    |    | 44  | 37  | +7  | 39 |                                                                         |
| 8      | AEK Kakopetrias        | 26  |    |    |    | 34  | 30  | +4  | 35 |                                                                         |
| 9      | Achyronas Liopetriou   | 26  |    |    |    | 30  | 37  | -7  | 35 |                                                                         |
| 10     | Digenis Akritas Ipsona | 26  |    |    |    | 42  | 33  | +9  | 34 |                                                                         |
| 11     | Ayia Napa FC           | 26  |    |    |    | 46  | 43  | +3  | 30 |                                                                         |
| 12     | Ethnikos Defteras      | 26  |    |    |    | 29  | 34  | -5  | 28 | Xuống hạng Giải bóng đá hạng tư quốc gia Cộng hòa Síp 1993–94.          |
| 13     | Apollon Lympion        | 26  |    |    |    | 29  | 48  | -19 | 21 | Xuống hạng Giải bóng đá hạng tư quốc gia Cộng hòa Síp 1993–94.          |
| 14     | OXEN Peristeronas      | 26  |    |    |    | 20  | 98  | -78 | 4  | Xuống hạng Giải bóng đá hạng tư quốc gia Cộng hòa Síp 1993–94.          |

Hệ thống điểm: Thắng=3 điểm, Hòa=1 điểm, Thua=0 điểm
Luật xếp hạng: 1) Điểm, 2) Hiệu số, 3) Bàn thắng

## Playoff Thăng hạng
- Onisilos Sotira 3 - 0 Tsaggaris Peledriou
- Tsaggaris Peledriou 0 - 2 Onisilos Sotira